# همه‌گیرشناسی خودکشی

شمار مرگ‌های ناشی از آسیب‌رسانی به خود در هر۱۰۰٬۰۰۰ تن به سال ۲۰۰۴ میلادی.

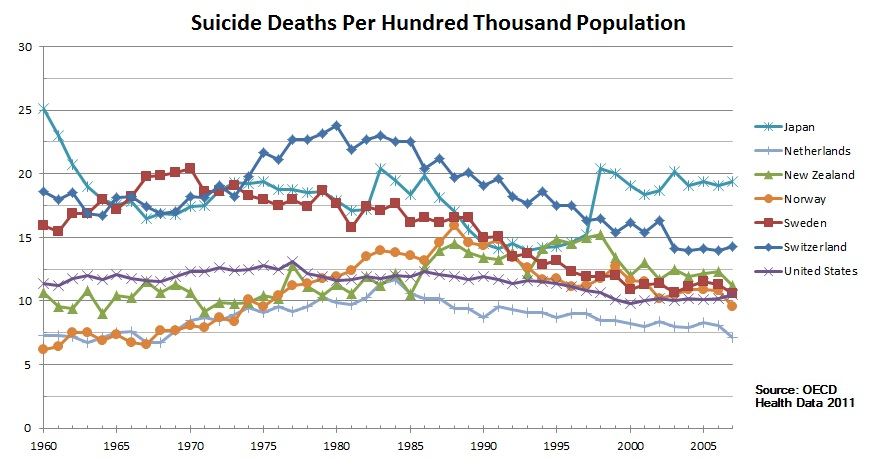
روند خودکشی در هر ۱۰۰٬۰۰۰ تن

بر پایه تخمین‌ها سالیانه نزدیک به ۱ میلیون تن در سراسر جهان خودکشی می‌کنند. گفته می‌شود تا ۲۰۲۰ این رقم به ۱٫۵ بالغ خواهد شد. در سراسر جهان، خودکشی سوین سبب مرگ در میان افراد ۱۵ تا ۴۴ سال است. اقدام به خودکشی، ۲۰ برابر خودکشی‌های موفق است.
همه‌گیری خودکشی در یک جامعه بسته به کاراهای گوناگونی است. اختلال افسردگی اساسی یکی از مهم‌ترین این کاراها است. سوء مصرف مواد، بیماری حاد و ضعف شدید نیز از دیگر عوامل هستند. کشورهای اروپای شرقی و آسیای شرقی بالاترین نرخ خودکشی را در جهان دارا هستند و کشورهای آمریکای لاتین نیز پایین‌ترین نرخ را. تاثیر جنسیت بر خودکشی بسیار زیاد است. زنان در سراسر جهان بیش‌ترین «اقدام به خودکشی» را دارند در حالی که مردان بیش‌ترین نرخ «خودکشی موفق» را دارا هستند.

## نمای کلی
در بیش‌تر کشورها نرخ خودکشی بالاتر از نرخ قتل است.
در گزارش سازمان بهداشت جهانی (WHO) به سال ۲۰۰۶ آمده که سالیانه نزدیک به ۱ میلیون تن در جهان خودکشی می‌کنند که این رقم بیش از قتل و تلفات جنگ است. نمودارها حاکی از آن هستند که در هر ۴۰ ثانیه یک تن در جهان خودکشی می‌کند.
طبق گزارش مؤسسه ملی سلامت روان همه‌گیری خودکشی به‌ویژه در میان جوانان موضوعی مهم است. نوجوانان ممکن است با مشاهده خودکشی کاراکتری در ادبیات و فیلم یا حتی خودکشی فردی در دنیای واقعی، مثلاً خودکشی یک فرد مشهور، تحریک به انجام آن شوند.

## برپایه ناحیه
| رتبه | کشور      | سال  | مردان | زنان | کل   |
| ---- | --------- | ---- | ----- | ---- | ---- |
| ۱.   | لیتوانی   | ۲۰۰۵ | ۶۸٫۱  | ۱۲٫۹ | ۳۸٫۶ |
| ۲.   | بلاروس    | ۲۰۰۳ | ۶۳٫۳  | ۱۰٫۳ | ۳۵٫۱ |
| ۳.   | روسیه     | ۲۰۰۴ | ۶۱٫۶  | ۱۰٫۷ | ۳۴٫۳ |
| ۴.   | کره جنوبی | ۲۰۱۰ | ۴۱٫۴  | ۲۱٫۰ | ۳۱٫۲ |
| ۵.   | قزاقستان  | ۲۰۰۳ | ۵۱٫۰  | ۸٫۹  | ۲۹٫۲ |
| ۶.   | اسلوونی   | ۲۰۰۳ | ۴۵٫۰  | ۱۲٫۰ | ۲۸٫۱ |
| ۷.   | مجارستان  | ۲۰۰۳ | ۴۴٫۹  | ۱۲٫۰ | ۲۷٫۷ |
| ۸.   | لتونی     | ۲۰۰۴ | ۴۲٫۹  | ۸٫۵  | ۲۴٫۳ |
| ۹.   | ژاپن      | ۲۰۰۴ | ۳۵٫۶  | ۱۲٫۸ | ۲۴٫۰ |
| ۱۰.  | اوکراین   | ۲۰۰۴ | ۴۳٫۰  | ۷٫۳  | ۲۳٫۸ |

نرخ خودکشی مردان در هر ۱۰۰٬۰۰۰ تن (داده‌ها از سال ۱۹۷۸ تا ۲۰۰۸).

نرخ خودکشی زنان در هر ۱۰۰٬۰۰۰ تن (داده‌ها از سال ۱۹۷۸ تا ۲۰۰۸).

نرخ خودکشی در کشورهای حوزه دریای بالتیک سالیانه ۴۰ تن در هر ۱۰۰٬۰۰۰ تن بود. کم‌ترین نرخ خودکشی را کشورهای کارائیب و در میان هندیان غربی و برخی کشورهای آسیایی می‌توان یافت.
سالیانه در روسیه نزدیک به ۶۰٬۰۰۰ تن خودکشی می‌کنند. این رقم برای ایالات متحده آمریکا ۳۰٬۰۰۰ تن است. همه‌ساله در ژاپن نیز ۳۰٬۰۰۰ تن خود را می‌کشند و در جمهوری خلق چین نیز ۲۵٬۰۰۰ تن. در جهان غرب مردان ۴ برابر زنان خودکشی می‌کنند. زنان بیش‌تر ترجیح می‌دهند خودکشی نمایشی کنند.
کشورهایی که در گذشته در بلوک شرق تقسیم‌بندی می‌شدند دارای بالاترین نرخ خودکشی در جهان هستند. نرخ خودکشی در کره جنوبی بالاترین در میان کشورهای آسیای شرقی است. آمریکای لاتین کم‌ترین نرخ خودکشی را دارد.
جمهوری خلق چین تنها کشوری در دنیاست که نرخ خودکشی موفق زنان در آن از مردان بسیار بالاتر است.

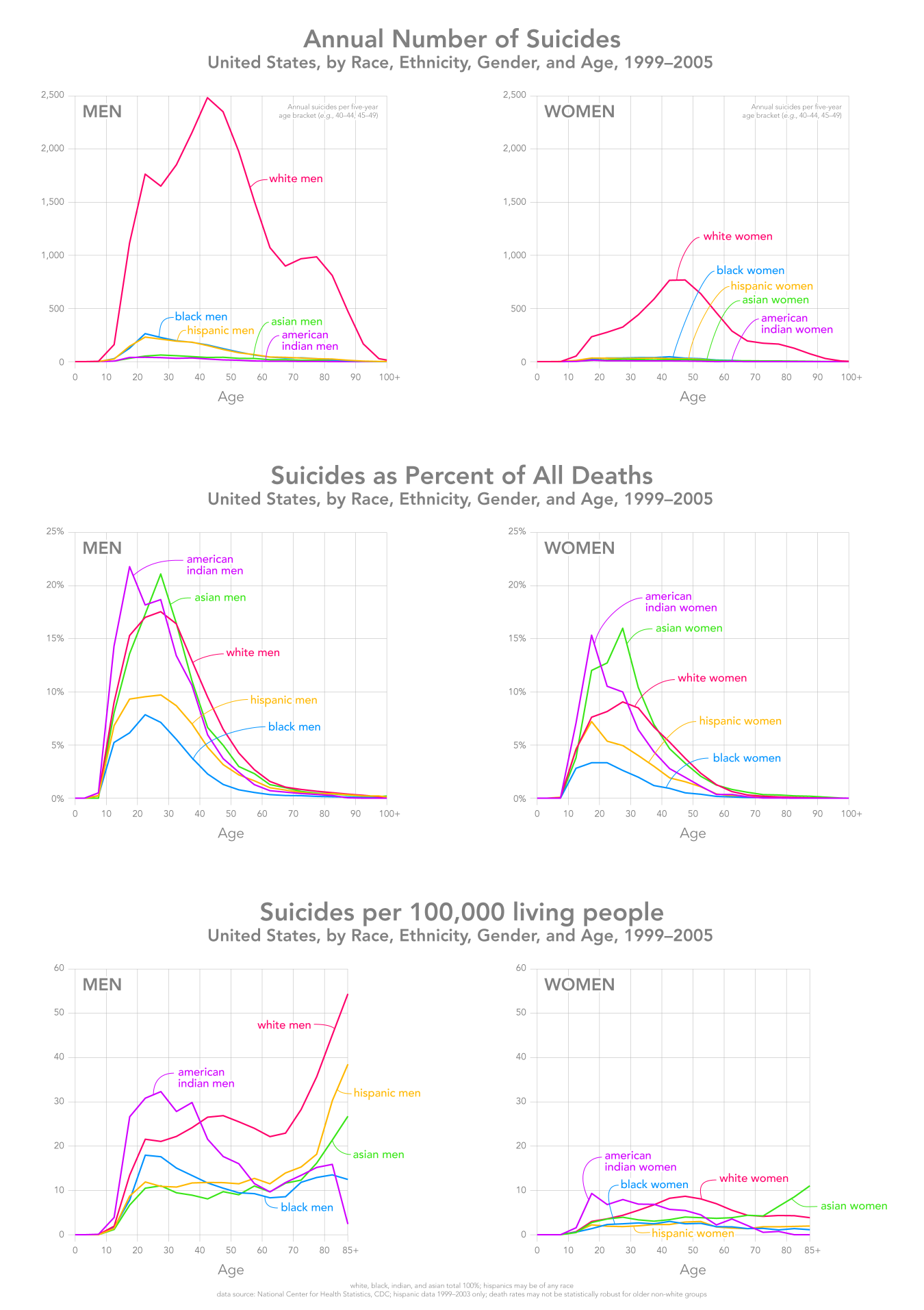
نرخ خودکشی در ایالات متحده آمریکا برپایه سن، جنسیت و نژاد از سال ۱۹۹۹ تا ۲۰۰۵.

## دین
در مقایسه با سایر کشورها، دولت‌های خداناباور، مانند جمهوری خلق چین، بالاترین میزان خودکشی را دارند (۲۵٬۶ در هر ۱۰۰ هزار نفر).
فیل زاکرمن، جامعه‌شناس، در یک مطالعه جهانی در مورد بی‌خدایی، خاطرنشان کرد کشورهایی که سطوح بالاتری از بی‌خدایی دارند، میزان بالاتری از خودکشی را در مقایسه با کشورهایی با سطوح بی‌خدایی از نظر آماری ناچیز دارند.

## کاراهای مردم‌نگاری

### جنسیت و خودکشی
در ایالات متحده آمریکا، مردان چهار برابر زنان بر اثر خودکشی موفق می‌میرند. این در حالی است که زنان بیش از مردان اقدام به خودکشی می‌کنند. نسبت خودکشی مردان به زنان در همه سنین در این کشور گاهی ۳:۱ و گاهی حتی تا ۱۰:۱ هم می‌رسد. این نسبت در دیگر کشورهای غربی نز تا حدی به همین شکل است (۳ یا ۴ به ۱). خودکشی هشتمین عامل مرگ مردان و نوزدهمین عامل مرگ زنان در آمریکا است.

### نژاد و خودکشی
در سال ۲۰۰۳ و در ایالات متحده، نرخ خودکشی سفیدپوستان و آسیایی‌ها، ۲٫۵ برابر سیاهان و اسپانیایی‌ها بود. در غرب جهان همه ساله شمار خودکشی‌های گزارش شده رو به افزایش است.

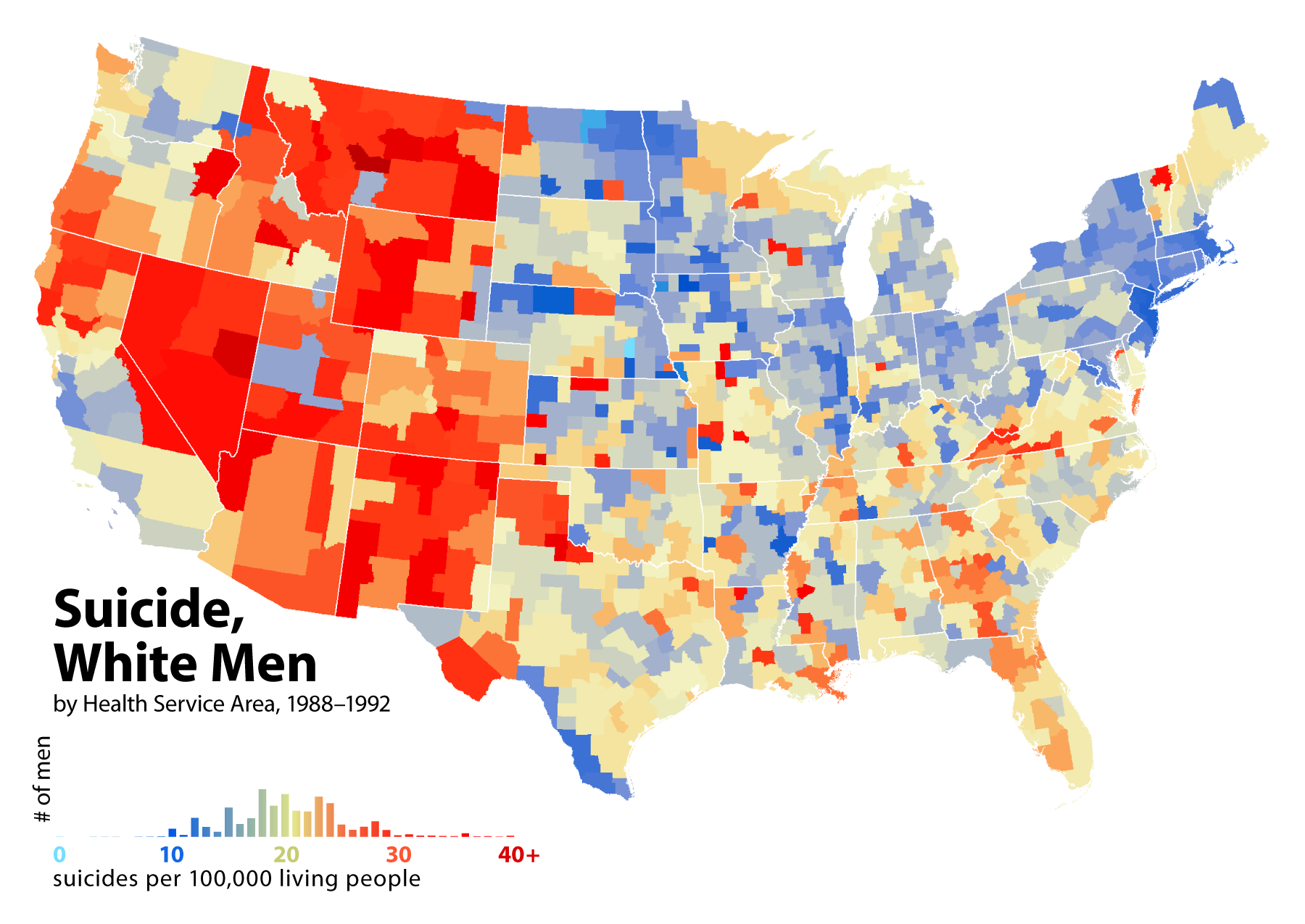
نرخ خودکشی مردان سفیدپوست ایالات متحده آمریکا از سال ۱۹۸۸ تا ۱۹۹۲.

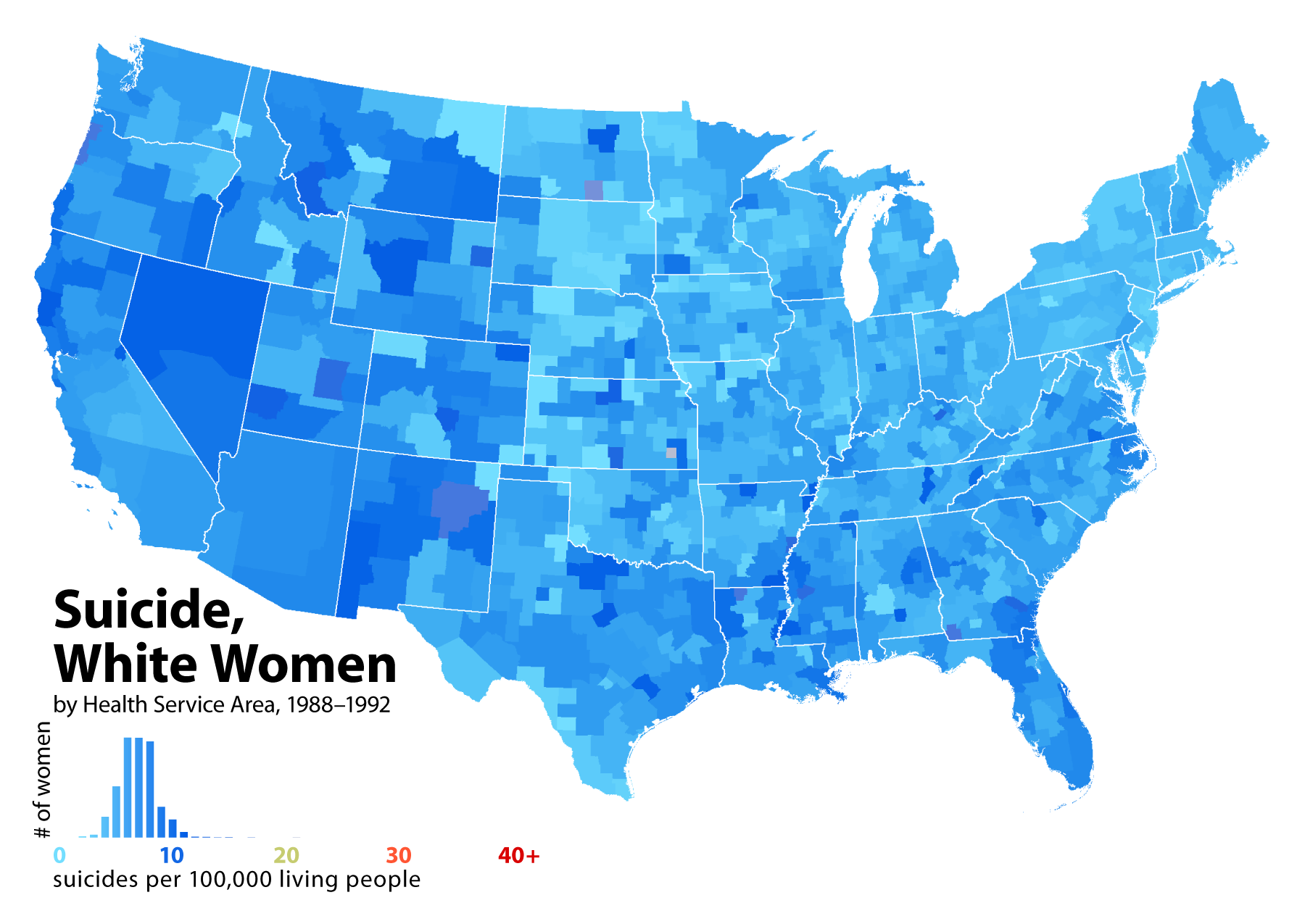
نرخ خودکشی زنان سفیدپوست ایالات متحده آمریکا از سال ۱۹۸۸ تا ۱۹۹۲.

### جهت‌گیری جنسی و خودکشی
نرخ خودکشی میان زنان همجنس‌گرا، مردان همجنس‌گرا و دوجنس‌گراها در مقایسه با دگرجنس‌گراها بیش‌تر است. آمار خودکشی براساس جنسیت نشان می‌دهد نرخ خودکشی زنان هم‌جنس‌گرا با زنان دوجنس‌گرا تفاوت زیادی ندارد اما در مقایسه با مردان هم‌جنس‌گرا و دوجنس‌گرا بیش‌تر است.
زنان هم‌جنس‌گرا، به میزان ۰٫۸ تا ۱٫۱ برابر و مردان هم‌جنس‌گرا ۱٫۵ تا ۲٫۲ برابر بیش‌تر از دیگران خودکشی می‌کنند. در میان این زنان بیش‌ترین نرخ ۴٫۶ و مردان ۱۴٫۶ است.
یکی از دلایلی که هم‌جنس‌گرایان زن و مرد اقدام به خودکشی می‌کنند این است که آن‌ها، نسبت به هم‌جنس‌گرایانی که خودکشی نکرده‌اند بیشتر مورد مخالفت‌های ضد همجنس‌گرایی قرار می‌گیرند و در نتیجه مهارت کم‌تری در برخورد با تبعیض، به حاشیه رانده شدن و تنهایی دارند. در مطالعه‌ای مشخص شد که هم‌جنس‌گرایان و دوجنس‌گرایان مرد جوان که اقدام به خودکشی نموده‌اند، بیش‌تر نقش‌های جنسیتی زنانه داشته‌اند. این دسته از افراد بیش‌تر مورد آذار و اذیت جنسی و سوء مصرف مواد قرار داشته‌اند و نیز بیش‌تر به سبب رفتار نامناسب دستگیر شده‌اند.
یک مطالعه نیز نشان داد که در میان بزرگ‌سالان نروژی، گرایش جنسی، یک عامل در پیش‌بینی خودکشی به‌شمار می‌آید. در دانمارک نرخ خودکشی مردان هم‌جنس‌گرا ۸ برابر مردان دگرجنس‌گراست و تنها ۲ برابر نرخ خودکشی مردانی است که هرگز ازدواج نکرده‌اند.

### کاراهای اجتماعی و خودکشی
میزان بالایی از همبستگی ملی و اجتماعی، خطر خودکشی و در نتیجه بحران خودکشی را کاهش می‌دهد. خودکشی در میان بازنشستگان، بیکاران، فقیرها، بیوه‌ها، حاشیه‌نشینان، خانواده‌های بی‌بچه یا پدر و مادرانی که همه فرزندانشان خانه را ترک گفته‌اند و دچار نشانگان آشیانه خالی هستند و به‌طور کل آن‌ها که تنها هستند، بالاترین آمار را دارد. همچنین نرخ خودکشی در زمان‌هایی که بحران‌های اقتصادی یا کمینه بی‌ثباتی اقتصادی روی می‌دهد، افزایش می‌یابد. با وجود آنکه فقر یک کارای مستقیم خودکشی نیست، اما خطر آن را افزایش می‌دهد.
پژوهش‌های همه‌گیرشناسی نشانگر آنند که خودکشی با سطح سواد، وضعیت اقتصادی فرد، وضعیت منزل و حتی ارتباط فرد با پلیس و نظام قضایی رابطه مستقیم دارد. به‌طور سنتی باور بر این است که جنگ میزان خودکشی را کاهش می‌دهد. اما مطالعات جدیدتر حاکی از آنند که رابطه جنگ با خودکشی آن طور که قبلاً فرض می‌شد، نیست و بسیار پیچیده‌تر است.

### بهداشت روان و خودکشی
اختلال افسردگی اساسی خواه تک‌قطبی خواه دوقطبی، یکی از مؤثرترین دلایلی است که فرد را به خودکشی می‌کشاند. سوء مصرف مواد و بیماری‌های لاعلاج نیز از دیگر عوامل هستند.
ممکن است نتوان برای همه خودکشی‌ها علتی یافت.

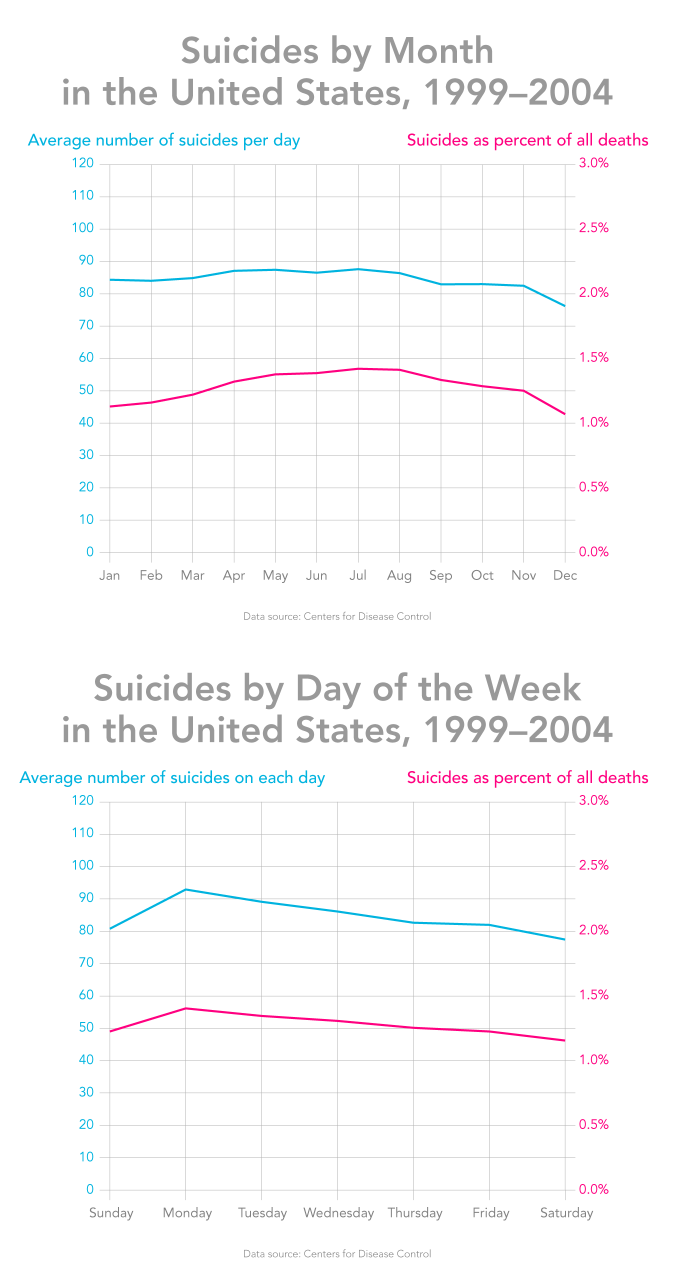
خودکشی برپایه ماه، هفته و روز در ایالات متحده آمریکا از سال ۱۹۹۹ تا ۲۰۰۴.

### خودکشی فصلی
اینکه در رسانه‌ها گفته می‌شود نرخ خودکشی در فصول سرد و زمستانی، به‌طور مثال هنگام کریسمس در نیم‌کره شمالی افزایش می‌یابد، افسانه‌ای بیش نیست. برپایه پژوهش‌های مرکز ملی آمار بهداشت اقدام به خودکشی، برعکس آنچه باور عمومی است، در ماه‌های سرد سال، کاهش و در بهار و اوایل تابستان افزایش می‌یابد. با در نظر گرفتن همبستگی میان فصول سرد با نرخ ابتلا به افسردگی، نظریه‌هایی ارائه شده که این ماه‌ها را بیش‌تر با افسردگی و نه خودکشی صرف مربوط می‌دانند. همچنین باید گفت که خودکشی به دیگر کاراهای فصلی مربوط دانسته شده است.
واریانس خودکشی برپایه روز و هفته خیلی بیش از واریانس خودکشی برپایه فصل است.

### روندهای خودکشی
برخی روندها ممکن است بر نوع مرگ افراد اثرگذار باشند. در انگلیس جهش خودکشی از ۱۹۴۵ تا ۱۹۶۳ احتمالاً به این سبب بود که کربن مونوکسید به عنوان گازی ناشی از مصارف خانگی گاز زغال سنگ حذف و گاز طبیعی جایگزین آن شد. همچنین در دسترس بودن ابزار خودکشی و روش‌های خودکشی از کشوری به کشور دیگر متفاوت است.

### خودکشی و شاخص توده بدنی

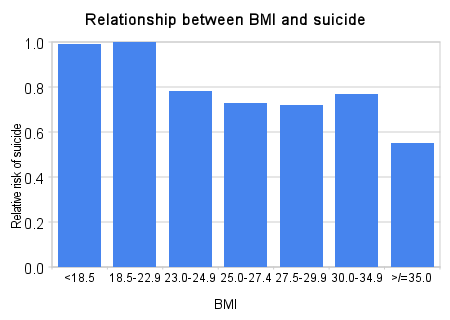
داده‌ها حاکی از آن آست که با افزایش توده بدنی، خطر خودکشی رو به کاهش می‌گذارد.

با افزایش وزن، خطر خودکشی نز کاهش می‌یابد و شاید به همین سبب باشد که نرخ خودکشی افراد چاق کم‌تر از دیگران است. دلیلش مشخص نیست اما گفته می‌شود افزایش وزن بدن سبب افزایش سطوح تریپتوفان، سروتونین و لپتین و در نتیجه کاهش تکانشگری در فرد می‌شود.
اما جالب است که خطر خودکشی در افراد به‌شدت چاق که بدن‌های بسیار بزرگ غیرعادی دارند، افزایش دارد.

### روند تاریخی
داده‌های برگرفته از تاریخ نشان می‌دهند که نرخ خودکشی در زمان جنگ همواره بسیار پایین است.